# Resnova lachenalioides
Resnova lachenalioides är en sparrisväxtart som först beskrevs av John Gilbert Baker, och fick sitt nu gällande namn av Van der Merwe. Resnova lachenalioides ingår i släktet Resnova och familjen sparrisväxter. Inga underarter finns listade i Catalogue of Life.